# The Pogues
The Pogues sunt o trupă ce combină muzica irlandeză cu punk și rock. Sunt inventatorii celtic punk-ului. 
În 1982, într-un district al Londrei, s-a format grupul Pogue Mahone (anglizarea expresiei irlandeze póg mo thóin), specializat în muzică tradițională irlandeză, pe care au început să o combine cu elemente de punk, fiind influențați de trupe ca The Clash. Ulterior și-au schimbat numele în The Pogues. Pe lângă crearea unui nou stil muzical, The Pogues ies în evidență și prin vocea unică a solistului Shane MacGowan și prin folosirea multor instrumente specifice muzicii irlandeze, cum ar fi fluierul, acordeonul, banjoul, mandolina și altele. Cele mai cunoscute melodii interpretate de ei sunt A Pair of Brown Eyes, Dirty Old Town, If I Should Fall from Grace with God, Fiesta, Summer in Siam, dar mai ales balada Fairytale of New York.